# Economia de El Salvador
A economia de El Salvador é a 3ª maior da América Central, logo atrás da Costa Rica e da Guatemala. O país foi atingido pela recessão mundial em 2009 e seu PIB retraiu-se 3,5%, porém no ano seguinte iniciou uma recuperação, graças ao crescimento das exportações e das remessas de emigrantes salvadorenhos no exterior.
No final dos anos 1990 El Salvador sofreu com um fraco sistema de cobrança de impostos, fechamento de fábricas, as consequências do furacão Mitch em 1998 e baixos preços de café no mercado mundial, apresentando como resultado um crescimento modesto. Além do café, outros produtos agropecuários importantes são açúcar, milho, arroz, feijão, sementes oleaginosas, algodão, sorgo, carne e produtos de granja.
Nos últimos anos, a inflação caiu para menos de 10% ao ano e as exportações cresceram significativamente. O grande déficit comercial tem sido atenuado pelas remessas do grande número de salvadorenhos que vive no exterior, fugindo da repressão militar e da estagnação econômica, e pela ajuda internacional. Com a adoção do dólar como moeda em 2001 o país perdeu seu controle sobre a política monetária. Desta forma, qualquer política anticíclica para frear ou acelerar a economia só pode ter o caráter fiscal, a qual é restrita pela legislação e só pode ser aprovada por maioria de 2/3 no Congresso salvadorenho, ou ainda por aumento do já elevado nível de endividamento público.
El Salvador possui uma economia de pouca expressividade. O setor industrial atua nos segmentos de processamento de alimentos, bebidas, petróleo, tabaco, têxtil, móveis e cimento. Os principais produtos de exportação são o camarão, café e, principalmente, cana-de-açúcar. Atualmente, uma importante fonte de recurso é o dinheiro enviado por cerca de 1 milhão de salvadorenhos que trabalham em outros países, em especial nos Estados Unidos.
Os habitantes enfrentam vários problemas socioeconômicos, fato que foi agravado pela guerra civil, em 1980. Esse conflito resultou na morte de mais de 75 mil pessoas, gerou milhares de refugiados, destruição da infraestrutura e desestabilização da economia.
Segundo dados da Organização das Nações Unidas (ONU), quase metade dos habitantes de El Salvador vive abaixo da linha de pobreza. Estima-se que 10% dos salvadorenhos sejam subnutridos; a taxa de mortalidade infantil é de 20 óbitos a cada mil nascidos vivos e o analfabetismo atinge 18% da população.

## Setor primário

### Agricultura
El Salvador produziu, em 2018, 7 milhões de toneladas de cana-de-açúcar, sendo fortemente dependente deste produto. Além da cana, o país produziu neste ano 685 mil toneladas de milho, 119 mil toneladas de coco, 109 mil toneladas de sorgo, 93 mil toneladas de feijão, 80 mil toneladas de café, 64 mil toneladas de laranja, além de produções menores de outros produtos agrícolas como melancia, yautia, maçã, mandioca, manga, banana, arroz etc.